# 平子站
平子站（日语：／ Hirako eki */?）是位於廣島縣庄原市西城町平子，西日本旅客鐵道（JR西日本）的藝備線車站。

## 歷史
- 1952年（昭和27年）2月1日 - 藝備線 備後西城站至高站之間新設此站[1]。
  - 當時車站地址為廣島縣比婆郡西城町（日语：西城町）平子。
- 1954年（昭和29年）3月31日 - 隨著西城町（第三次）成立，車站地址變為廣島縣比婆郡西城町平子。
- 1972年（昭和47年）9月1日 - 成為無人車站（簡易委託）[2]。
- 1987年（昭和62年）4月1日 - 伴隨國鐵分割民營化，車站由西日本旅客鐵道（JR西日本）營運。
- 2005年（平成17年）3月31日 - 隨著庄原市（第二次）成立，車站地址變為廣島縣庄原市西城町平子。

## 車站構造

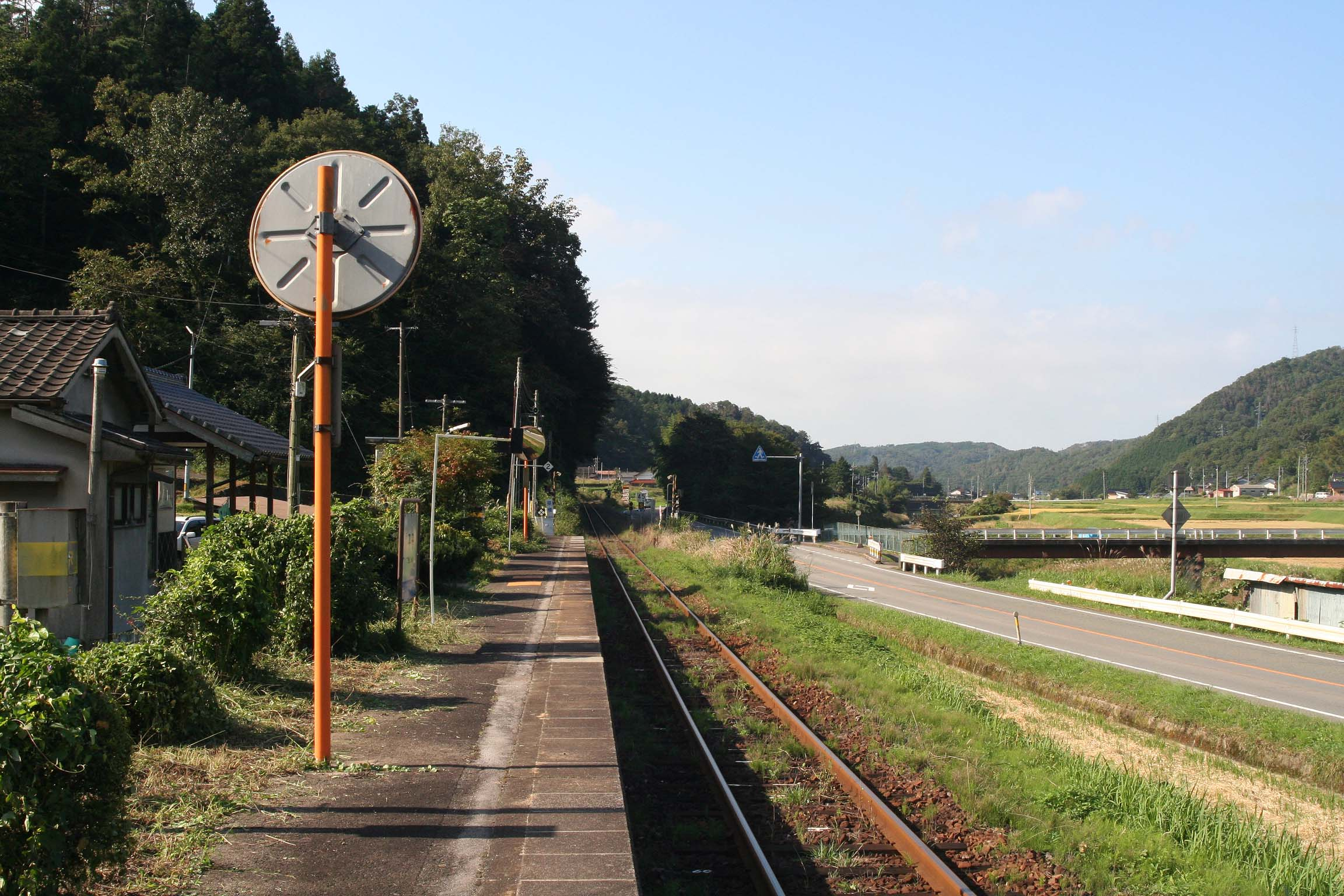
站內（2007年10月3日）

車站是一座地面車站，設有1面1線的單式月台，三次方向的列車會開啟左邊車門。車站設有小型車站大樓和廁所。此站是由三次鐵道部管理的無人車站。車站內沒有自動售票機。

## 使用狀況
以下為近年1日平均乘車人次列表。
| 年度               | 1日平均 乘車人次 | 參考資料    |
| ------------------ | ---------------- | ----------- |
| 1981年（昭和56年） | 10               |             |
|                    |                  |             |
| 2002年（平成14年） | 7                | [ 3 ]       |
| 2003年（平成15年） |                  |             |
| 2004年（平成16年） |                  |             |
| 2005年（平成17年） |                  |             |
| 2006年（平成18年） |                  |             |
| 2007年（平成19年） |                  |             |
| 2008年（平成20年） |                  |             |
| 2009年（平成21年） |                  |             |
| 2010年（平成22年） |                  |             |
| 2011年（平成23年） | 2                | [ 4 ]       |
| 2012年（平成24年） | 1                | [ 4 ]       |
| 2013年（平成25年） | 3                | [ 4 ]       |
| 2014年（平成26年） | 3                | [ 4 ] [ 5 ] |
| 2015年（平成27年） | 3                | [ 4 ]       |
| 2016年（平成28年） | 1                | [ 4 ]       |
| 2017年（平成29年） | 2                | [ 4 ]       |
| 2018年（平成30年） | 2                |             |

## 車站周邊
- 平子站前簡易郵局
- 國道183號（日语：国道183号）
- 中國自然歩道（日语：中国自然歩道）
- 備北交通（日语：備北交通）三城線「平子站前」巴士站

## 相鄰車站
西日本旅客鐵道（JR西日本）
 藝備線
備後西城－平子－高

## 注腳
1. ↑  「日本国有鉄道公示第22号」『官報』1952年1月31日（國立國會圖書館數碼化收藏）
2. ↑  日本國有鐵道公示S47.9.1公198
3. ↑  「飲食・小売の出店を科学する出店戦略情報局」之存檔數據
4. 1 2 3 4 5 6 7  國土數値情報 不同站的上下車人次數據
5. ↑   (PDF). 庄原市. 2016年3月  [2017-09-06]. （原始内容存档 (PDF)于2017-09-06） （日语）.

## 外部連結
- 平子｜車站資訊：JR出門網 - 西日本旅客鐵道（日語）